# ۱۸ دی
۱۸ دی دویست و نود و چهارمین روز سال در گاه‌شماری خورشیدی است. به پایان سال ۷۱ روز (۷۲ روز در سال کبیسه) باقی‌است.

## رویدادها
- ۱۳۵۹ - پایان عملیات نصر
- ۱۳۷۶ - بنیان‌گذاری رسمی مؤسسه اعتباری ثامن
- ۱۳۸۷ - انفجار نارنجک در تربت جام
- ۱۳۹۸ - عملیات شهید سلیمانی
- ۱۳۹۸ - شلیک پدافند سپاه پاسداران جمهوری اسلامی به هواپیمای مسافربری
- ۱۳۹۸ - پایان تشییع جنازه و خاکسپاری قاسم سلیمانی
- ۱۴۰۱ - سومین سالگرد سقوط هواپیمای اوکراینی

## زادروزها
- ۱۳۰۲ - محسن کوچه‌باغی تبریزی، از علمای تبریز
- ۱۳۴۰ - غلامرضا یزدانی، نظامی

## درگذشتگان
- ۱۳۳۷ - ابوالفضل لسانی، نویسنده و وکیل دادگستری
- ۱۳۹۰ - امیرهوشنگ قطعه ای، بازیگر و صداپیشه
- ۱۳۹۸ - ارشیا ارباب بهرامی، از کشته‌شدگان پرواز شماره ۷۵۲ هواپیمایی بین‌المللی اوکراین
- ۱۴۰۰ - بکتاش آبتین، زندانی سیاسی
- ۱۴۰۲ - شهلا لاهیجی، پایه‌گذار انتشارات روشنگران و مطالعات زنان

## تعطیلات
۱۳۹۸. تعطیلات سراسری استان کرمان در پی کشته شدن قاسم سلیمانی(در عملیات آذرخش کبود) و کنترل وضعیت مراسم از کنترل خارج شده ی تشییع قاسم سلیمانی